# Frank E. Butler
Frank E. Butler, född 26 februari 1852, död 21 november 1926, amerikansk prickskytt. Han besegrades av tonårsflickan Annie Oakley och de gifte sig med varandra 23 augusti 1876. Paret turnerade med Buffalo Bills Wild West Show.